# Valle Matanuska
La valle Matanuska (in inglese Matanuska Valley) è una valle dell'Alaska a circa 80 km nord-est da Anchorage, scavata dal fiume Matanuska che nasce dal ghiacciaio omonimo. La valle fa parte della più ampia valle Matanuska-Susitna (Matanuska-Susitna Valley).
61°43′10″N 148°49′24″W

## Etimologia
Il nome deriva da un termine russo (Matanooski o Mednoviska) derivato a sua volta dalla parola indigena 'Ch'atanhtnu Li'a' con cui ci si riferisce invece al ghiacciaio. Li'a nella lingua locale significa ghiacciaio o ghiaccio. La valle Matanuska è chiamata anche Mat-Su Valley.

## Geografia fisica
La valle, lunga più o meno come l'omonimo fiume (circa 120 km) ha un andamento da nord-est a sud-ovest. È circondata da due imponenti gruppi montuosi: i monti Chugach (Chugach Mountains) a sud e i monti monti Talkeetna (Talkeetna Mountains) a nord. Il ghiacciaio che nomina anche la valle 18.000 anni fa la percorreva per tutta la sua lunghezza fino a Palmer.

## Strade e località
L'autostrada Glenn (Glenn Highway) percorre tutta la valle dall'inizio alla fine: da Palmer al ghiacciaio Matanuska (Matanuska Glacier). Durante il percorso collega le seguenti località: Butte (61°32′28″N 149°02′04″W), Palmer (61°35′59″N 149°06′49″W), Sutton-Alpine (61°42′45″N 148°52′43″W) e Chickaloon (61°47′38″N 148°28′58″W).

## Galleria d'immagini

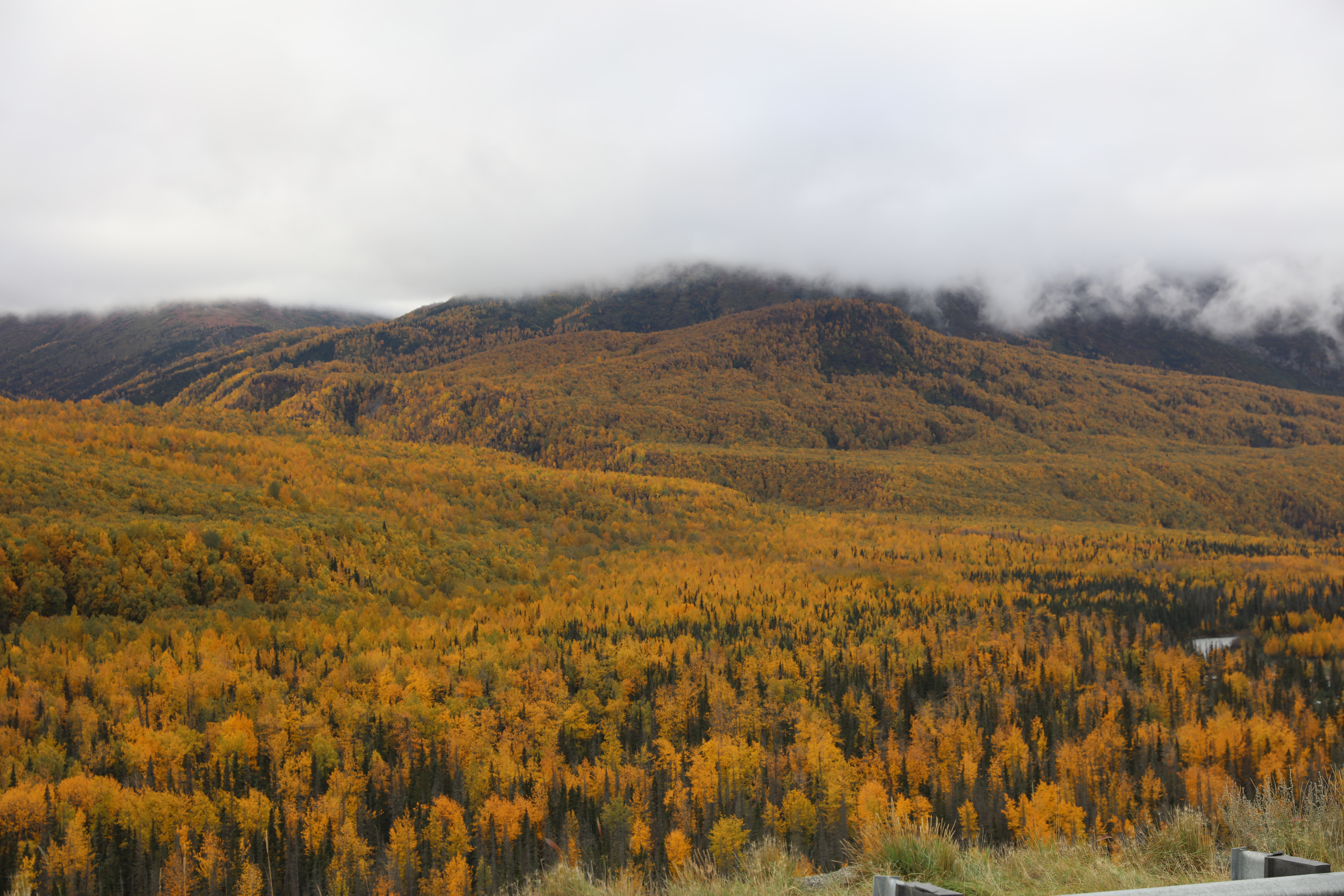
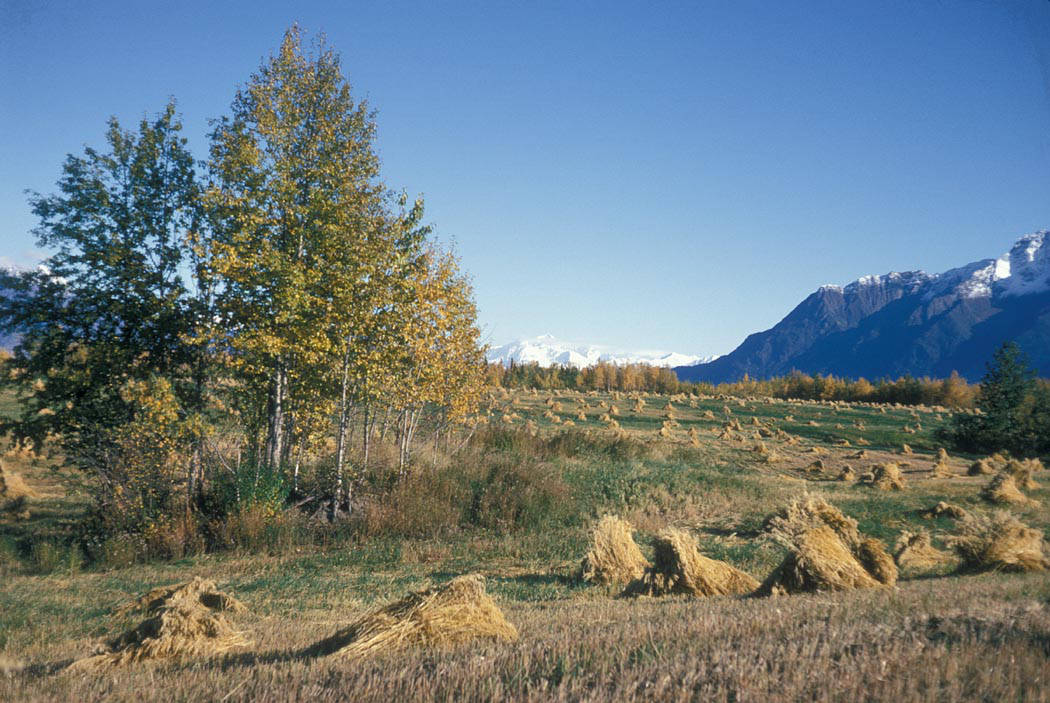
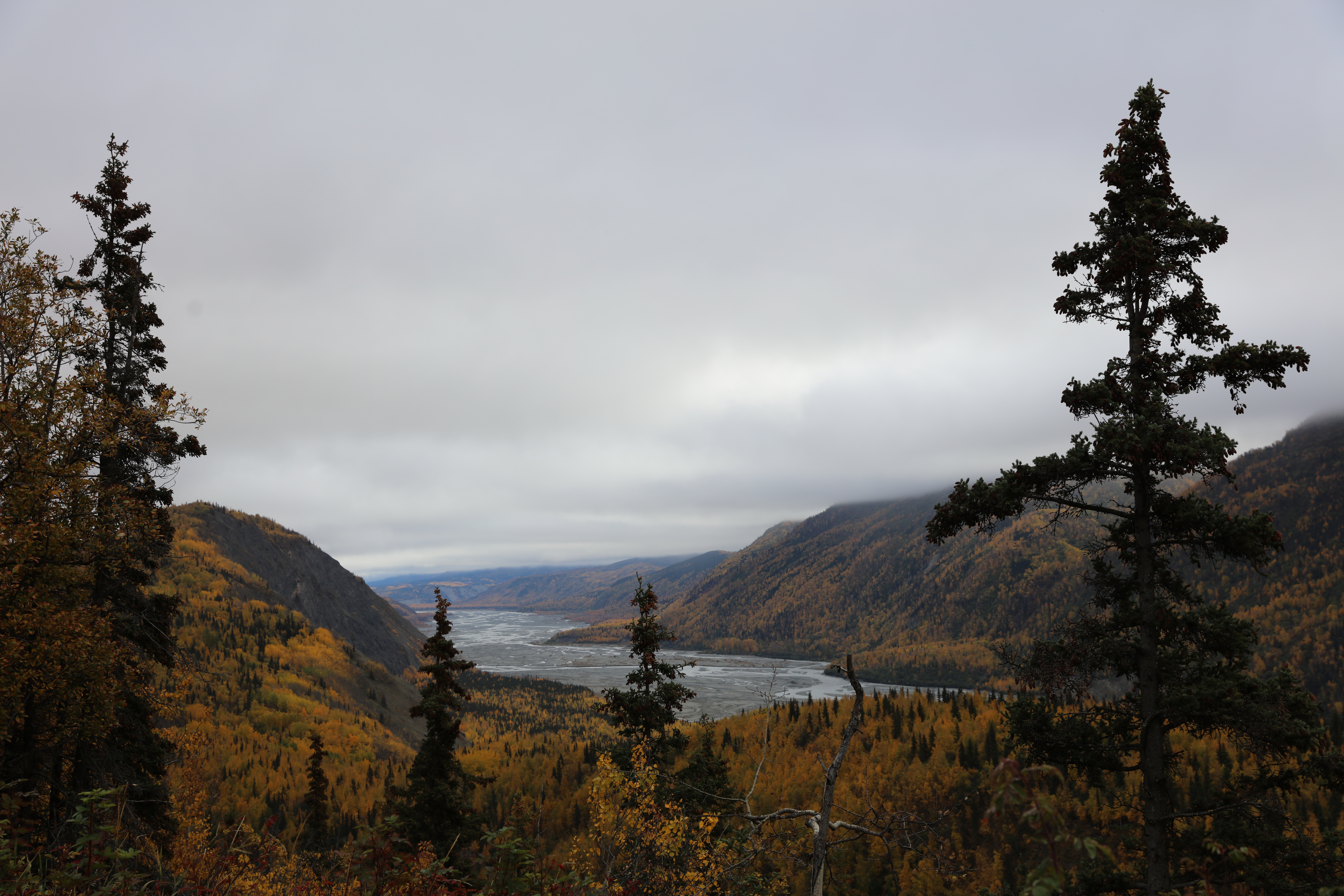
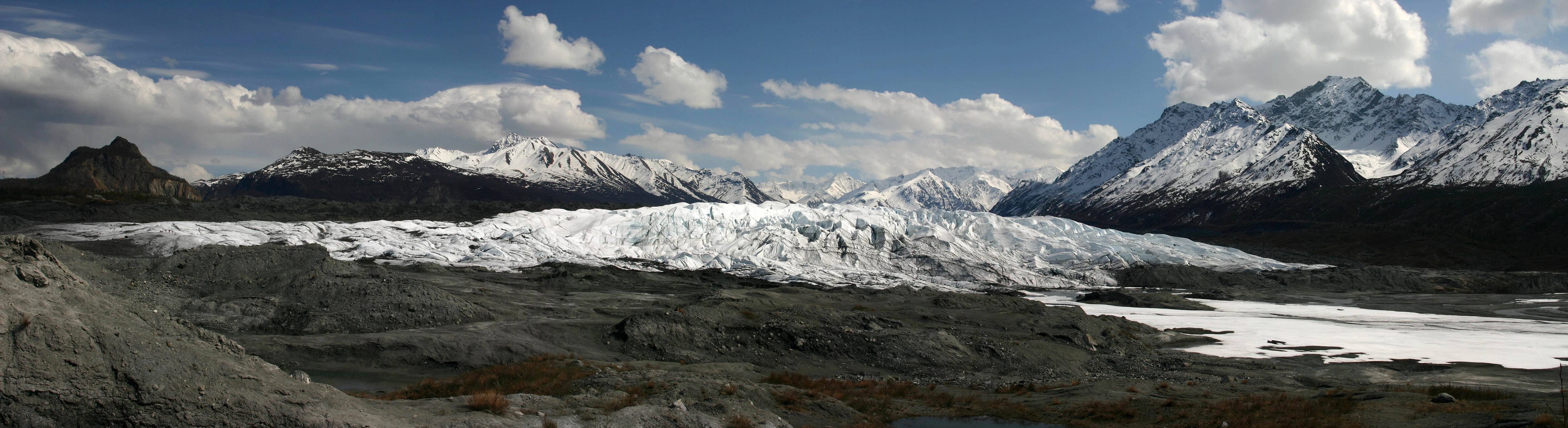
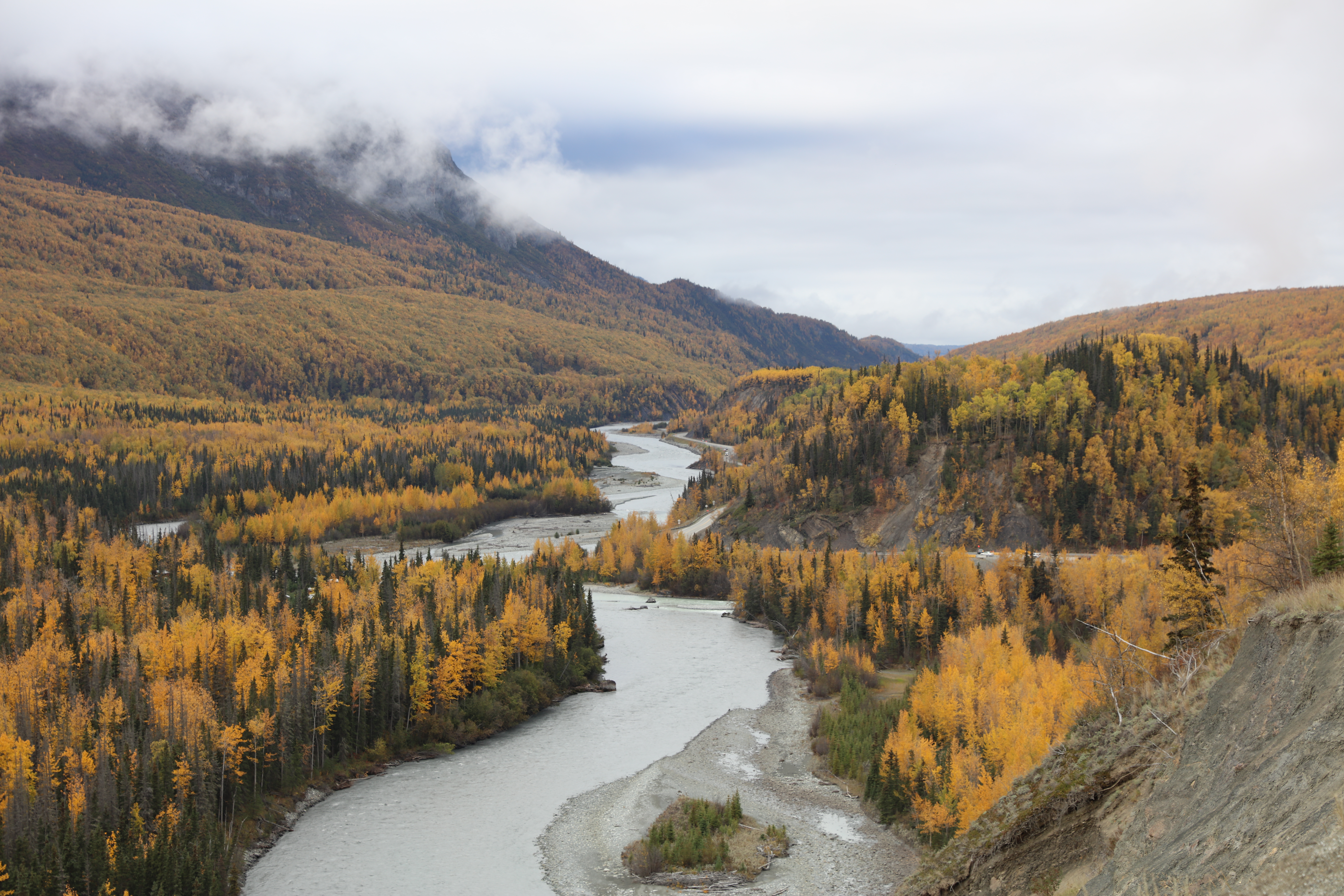
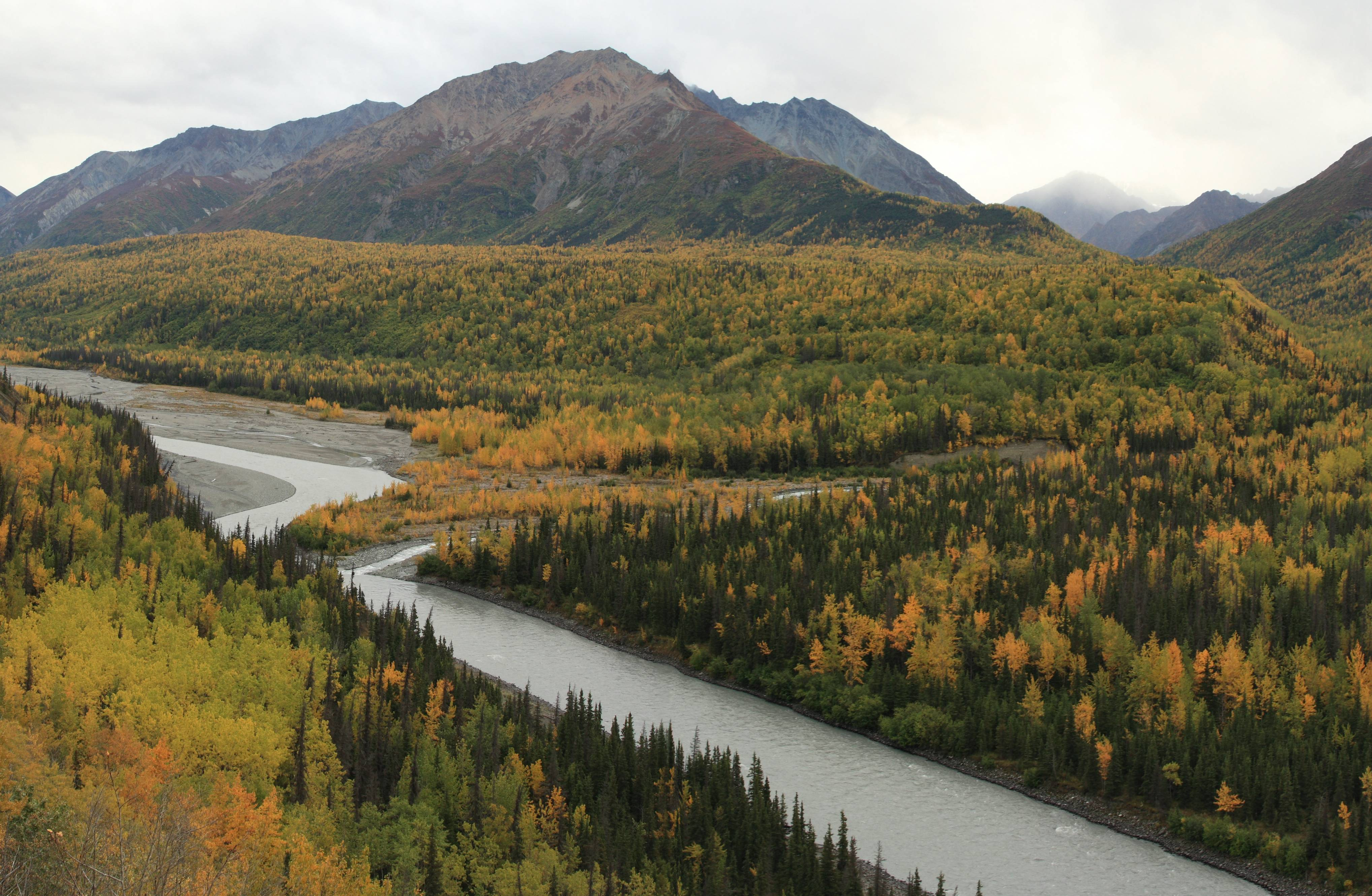
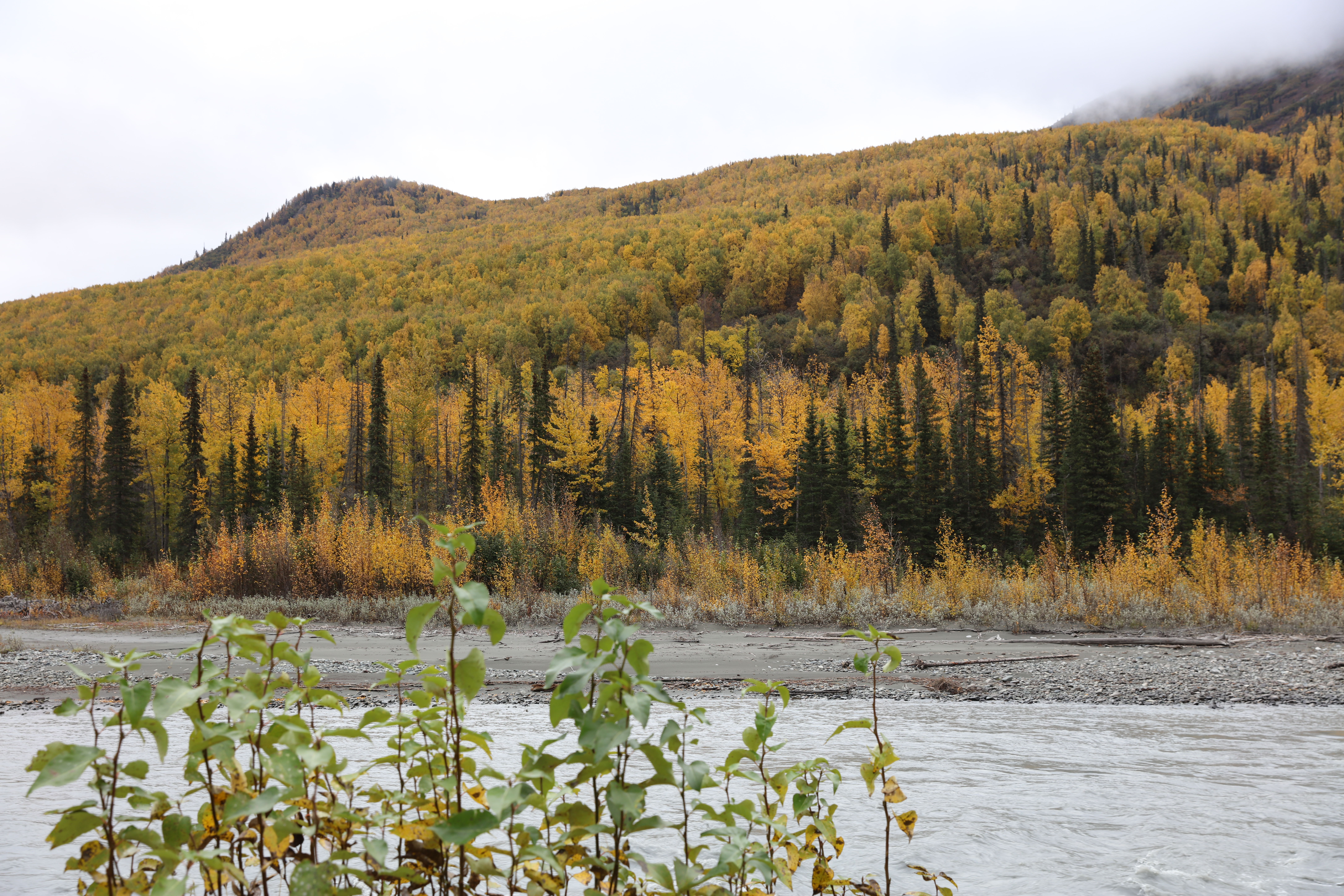